# ضمور الجلد البقعي
ضمور الجلد البقعي(بالإنجليزية: Anetoderma)‏ (المعروف أيضا باسم «ضمور الجلد الارتخائي،» الجلد البقعي، " " أو «ضمور البقعة الصفراء». [2].هو مرض يصيب منطقة معينة من الجسم نتيجة لأسباب منها معروف، ومجهول حتى الآن، وكل ما ينتجه المرض في مراحله النهائية هو ضمور في جلد المنطقة المصابة، والأنسجة المطاطية، وما تحتها.حيث يبدأ المرض في مراحله الأولى بتورم والتهاب المنطقة المصابة، ثم يبدأ بالضمور في الأنسجة المطاطية، والدهون وكذلك جلد المنطقة المصابة، ويستقر على هذا الوضع.

## الانواع
1- نوع مجهول السبب أو بدائي: أي يظهر من نفسه ولا تبرير يسبق ظهوره.
2-نوع ثانوي: أي لسبب طبي حدث قبله مثل بعض الأمراض الالتهابية.
3- نوع وراثي: وقد سجلت حالات نادرة عائلية من هذا المرض.

## الاعراض
غالباً ما يصيب النوع البدائي من المرض الإناث أكثر من الذكور، وغالبا ما يبدأ المرض بين العقد الثاني والرابع من العمر، وسببه مجهول، وقد وضعت عدة نظريات كلها لا يمكن التداخل على أسبابها لمنع المرض من الحدوث أو الانتشار، وأغلبها متعلق بالخمائر التي تعمل على الألياف المرنة في النسيج الضامر، وقد يتصاحب هذا المرض بالعديد من التظاهرات الداخلية أو الجلدية أو العينية أو القلبية أو العظمية، وهنا تأتي أهمية الطبيب المتابع للحالة في أن ينفي أي ترافق داخلي أو تصاحب لظواهر أخرى من خلال فحصه السريري، وفي حال عدم وجود مرافقات أو موجودات تكون الحالة أقل ضررا، بينما على العكس إن زادت الموجودات المصاحبة للمرض ربما تكون النتائج أسوأ.
وقد تلعب المناعة الذاتية دورا في إحداث المرض، وكذلك الإنتانات وخاصة البوريليا أو الأذيات الفيزيائية الكيميائية، وقد يتحدد المرض بوجود عدة بقع وقد تزداد إلى عدد كبير.
والشكل الثانوي قد يترافق بالعديد من المظاهر، منها: حب الشباب أو الأمايلويدوزيز - أي داء النشواني- أو التهاب جلد النهايات المزمن الضموريأو الليمفومات أو الذئبة الحمامية أو لدغ الحشرات، وهناك أمراض أخرى تم تسجيلها بشكل أقل من المذكورة.

## العلاج
حتى الآن لا يوجد علاج ناجع للمرض.ولكن قد يتم (حقن الكورتيزون ضمن البقع المريضة أو البنسللين جي أو الأسبرين أو الدابسون أو الفيتامين إي وكذلك النياسين).

## وصلات خارجية
http://emedicine.medscape.com/article/1073850-overview
http://dermnetnz.org/dermal-infiltrative/anetoderma.html
http://www.biomedcentral.com/1471-5945/4/9